# 中野区立中野本郷小学校
中野区立中野本郷小学校（なかのくりつ なかのほんごうしょうがっこう）は東京都中野区本町4丁目にある区立小学校。

## 沿革
出典
- 1928年（昭和3年）
  - 3月31日 - 東京府豊多摩郡中野町立本郷尋常小学校[1]として創立。
  - 5月22日 - 東京府豊多摩郡中野町立本郷尋常小学校として開校。校歌と校章を制定。
- 1929年（昭和4年） - 校舎と校章が決定。
- 1931年（昭和6年） - 東校舎増築。
- 1932年（昭和7年）
  - 日付不明 - 西校舎増築。
  - 10月1日 - 中野町[1]の東京市への合併により、東京府東京市中野本郷尋常小学校と改称。
- 1933年（昭和8年） - 奉安殿建立。
- 1936年（昭和11年） - プール完成。
- 1938年（昭和13年） - 創立10周年記念式典挙行。
- 1941年（昭和16年）4月1日 - 国民学校令により、東京府東京市中野本郷国民学校と改称。
- 1943年（昭和18年）7月1日 - 東京市と東京府が統合した東京都発足（東京都制施行）により、東京都中野本郷国民学校と改称。
- 1944年（昭和19年）
  - 4月8日 - 学校給食開始。
  - 8月29日 - 戦局の悪化により、長野県諏訪市への学童集団疎開開始。
- 1945年（昭和20年）11月15日 - 学童集団疎開解除。なお、中野区内では、多くの学校が空襲で焼失したが、本校は焼失を免れたため、塔山・向台、中野高等の各小学校に校舎を貸し、午前と午後で2部授業を実施した。
- 1946年（昭和21年） - 向台小学校が移転。
- 1947年（昭和22年）4月1日 - 学制改革により、東京都中野区立中野本郷小学校と改称。同日、給食が再開し、PTAを結成。塔山小学校が移転し、本校内に第一中学校が開校。奉安殿取り壊し。
- 1948年（昭和23年）
  - 日付不明 - 第一中学校が独立移転。
  - 11月6日 - 創立20周年記念式典挙行。新校歌を制定。
- 1951年（昭和26年） - 完全給食開始。に部制授業を解消。
- 1952年（昭和27年） - 西校舎と南校舎を増築。
- 1953年（昭和28年） - 校舎を舗装。南校舎を増築。国旗掲揚塔設置。創立25周年記念式典挙行。
- 1956年（昭和31年） - 校長室と放送室を改修。PTAの協力 により、放送設備を新設し、学校園・うさぎ小屋を設置。正門・通用門改修。
- 1958年（昭和33年）11月3日 - 創立30周年記念式典挙行。
- 1959年（昭和34年） - 校舎東側に校地が拡大し、第二運動場として使用。
- 1968年（昭和43年）
  - 2月29日 - 体育館完成。
  - 5月22日 - 創立40周年記念式典挙行。
- 1970年（昭和45年）7月30日 - プール改築完成。
- 1971年（昭和46年） - 校庭のアスファルト舗装工事。
- 1972年（昭和47年） - 全教室にガスストーブ設置。
- 1976年（昭和51年）3月31日 - 校舎鉄筋工事完了。
- 1977年（昭和52年）
  - 4月 - 荒木田土による校庭改修工事。
  - 9月28日 - 校地拡張し、校舎北側を区で買収（旧吉川邸669坪）。
- 1978年（昭和53年）
  - 日付不明 - 全教室にカラーテレビが設置。開校50周年記念植樹祭（桜6本）。
  - 1月29日 - 自然教材園の施設工事。
  - 11月22日 - 創立50周年記念式典挙行。同日、戦局の悪化のために実施できなかった昭和19年度卒業式も挙行された。
  - 12月22日 - 創立50周年記念碑（郷の魂）除幕式挙行。
- 1980年（昭和55年） - 校庭改修工事。
- 1981年（昭和56年） - 防災無線取付けと廊下床張替及び給食室増改築の各工事実施。
- 1983年（昭和58年） - アルミ窓を強化ガラス窓へ改装。
- 1984年（昭和59年） - 校内放送の配線と校舎の外壁塗替の各工事実施。給食室改装。百葉箱を教材園に設置。
- 1985年（昭和60年） - 屋上とプールの改修と校舎の内壁塗替の各工事実施。
- 1986年（昭和61年） - 教材園北側工事。
- 1988年（昭和63年）
  - 日付不明 - 体育館改修・校舎の廊下を木の床にする改修・校庭改修の各工事実施。校庭に遊歩道が完成。
  - 3月1日 - 教材園南側工事。
  - 11月15日 - 創立60周年記念式典挙行。
- 1992年（平成4年） - 低学年図書室・会議室の設置工事。体育館北側に校地を拡張。
- 1994年（平成6年） - 校舎西側トイレを改修。
- 1995年（平成7年） - 体育館北側飼育小屋設置。校庭改修工事完了。
- 1998年（平成10年）11月21日 - 創立70周年記念式典と校旗のお披露目式挙行。
- 2003年（平成15年） - 普通教室に冷房設置。
- 2007年（平成19年）10月12日 - 職員室にLAN導入。
- 2008年（平成20年）
  - 日付不明 - 校内LANを設置。校舎耐震工事。
  - 4月1日 - 弱視通級指導学級（けやき学級）開級。
  - 11月22日 - 創立80周年記念式典挙行。校庭芝生化。プール改修工事。
- 2009年（平成21年）4月30日 - 体育館耐震補強工事完成。
- 2011年（平成23年） - 東京都農業生産体験推進事業校に指定、宇宙ケヤキ（2本）を植樹。
- 2013年（平成25年） - パソコン室リプレイス。
- 2015年（平成27年） - 弱視通級指導学級（けやき学級）が閉級し、情緒障害等通級指導学級（ほんごう学級）が開級。
- 2016年（平年28年） - オリンピック・パラリンピック教育重点校。
- 2017年（平成29年） - オリンピック・パラリンピック教育アワード校。開校90周年記念式典挙行。
- 2019年（令和元年） - 普通教室に電子黒板設置。Wi-Fiアクセスポイント配備。体育館屋根遮熱と体育館空調設備及び各教室へのインターフォン設置の各工事実施。
- 2020年（令和2年）
  - 3月2日 - 新型コロナウイルス感染拡大の影響により、5月31日まで臨時休校の措置を採る。また、臨時休校中に行われた卒業式は6年生（卒業生）と保護者各1名のみ参加となった。
  - 6月1日 - この日から6月14日まで、午前・午後各3時間の分散登校実施。なお、各種学校のイベントは中止となった。
  - 日付不明 - 特別支援教室「ほんごう学級」を「けやき学級」と改名。トイレ水栓自動化工事。学習系ネットワークの改修。Wi-Fiアクセスポイント増設。
- 2021年（令和3年） - グリーンガーデン（教材園）の北側万年塀を改修。

## 通学区域と進学先中学校
出典

### 通学区域
- 弥生町2丁目（23番～30番・41番・42番）
- 本町4丁目（全域）
- 本町5丁目（全域）
- 本町6丁目（全域）

### 進学先中学校
公立中学校に進学する場合
- 中野区立第二中学校

## アクセス
- 東京メトロ
  - 丸ノ内線新中野駅（出口3）から、徒歩約625m・約10分。
    - 駅から学校敷地までは、最短で約240mほどだが、校門（正門）と道路との位置関係で、遠廻りとなる。

  - 丸ノ内線方南町支線
    - 中野新橋駅（出口1）から、徒歩約660m・約10分。
    - 中野富士見町駅から、徒歩約700m・約11分。

## 学校周辺
- 本郷診療所
- このほかは、中小規模のマンション・アパートなどの住宅が広がる。